# Thomas Klauser
Thomas Klauser, född 9 juni 1964 i Reit im Winkl i Bayern, är en tysk tidigare backhoppare som tävlade för Västtyskland och senare et återförenad Tyskland och nuvarande sportfunktionär. Han var tillsammans med Andreas Bauer Västtysklands mest framgångsrika backhoppare under 1980-talet. Han representerade WSV Reit im Winkl.

## Karriär
Thomas Klauser debuterade internationellt i tysk-österrikiska backhopparveckan säsongen 1978/1979. I öppningstävlingen i Schattenbergbacken på hemmaplan i Oberstdorf 30 december 1978 blev han nummer 66. Året efter ingick backhopparveckan i den nystartade världscupen. I Oberstdorf 30 december 1979 debuterade Klauser i världscupen. Han var bland de tio första i en världscupdeltävling i normalbacken i Planica i dåvarande Jugoslavien 21 mars 1980 då han blev nummer 6. I Thunder Bay i Kanada 7 december 1986 kom Klauser på prispallen då han blev tvåa i tävlingen, 0,4 poäng efter Matti Nykänen från Finland. Under öppningstävlingen i backhopparveckan säsongen 1986/1987 i Oberstdorf 30 december 1986 blev Klauser åter tvåa i en världscupdeltävling, nu med minsta möjliga marginal, 0,1 poäng, efter Vegard Opaas från Norge. Klauser tävlade tio säsonger i världscupen. Han blev som bäst nummer 13 sammanlagt, säsongen 1986/1987. I backhopparveckan gjorde han sitt bästa resultat samma säsong då han blev nummer 5 totalt.
Under olympiska vinterspelen 1984 i Sarajevo i Jugoslavien tävlade Klauser i normalbacken. Han blev nummer 47. Han blev även nummer 47 i tävlingen i normalbacken under olympiska spelen 1988 i Calgary i Kanada. I stora backen blev han nummer fyra, 18,9 poäng efter segrande Nykänen och 2,6 poäng från prispallen. I lagtävlingen blev Klauser nummer 5 tillsammans med västtyska laget.
Klauser startade i Skid-VM 1985 i Seefeld in Tirol i Österrike. Där blev han nummer 22 i normalbacken och nummer 28 i stora backen. Under Skid-VM 1987 på hemmaplan i Oberstdorf blev Klauser nummer 20 i normalbacken och nummer 5 i stora backen, 2,6 poäng från en bronsmedalj. I lagtävlingen blev han nummer 6. Klause tävlade i de individuella grenarna i Skid-VM 1989 i Lahtis i Finland. Han slutade på en 16:e plats i normalbacken och en 45:e plats i stora backen.
I skidflygnings-VM 1986 i Kulm i Bad Mitterndorf i Österrike blev Thomas Klauser nummer 6. Under VM i skidflygning 1990 i Vikersund i Norge blev han nummer 8.
Thomas Klauser blev tysk mästare i backhoppning 6 gånger mellan 1980 och 1988. Han har även en silvermedalj från tyska mästerskap. Klauser avslutade sin aktiva idrottskarriär 1991.

## Senare karriär
Efter avslutad karriär har Klauser varit verksam som ledare och funktionär inom backhoppningen. Han er numera teknisk delegat i Internationella Skidförbundet (FIS).